# Adolf Marx (Politiker)

Adolf Marx

Adolf Marx (* 21. Januar 1898 in Köln; † 22. Juli 1977 in Mechernich) war ein deutscher Politiker (NSDAP). Er war 1933 Abgeordneter im Preußischen Landtag und von November 1933 bis 1936 Mitglied des Reichstags.

## Leben
Marx besuchte die Oberrealschule und absolvierte im Anschluss im Betrieb seines Vaters eine Lehre zum Schlosser und Maschinenbauer. Er nahm am Ersten Weltkrieg teil und studierte zwei Semester an einer Maschinenbauschule. Danach arbeitete er als Schlosser in Köln-Müngersdorf. Anfang 1929 trat er der NSDAP bei (Mitgliedsnummer 123.356).
Nach der Machtübertragung an die Nationalsozialisten war Marx im Jahr 1933 im Preußischen Landtag vertreten und war außerdem Stadtverordneter in Köln. Von November 1933 bis 1936 vertrat er den Wahlkreis 20 (Köln-Aachen) im Deutschen Reichstag. Er wurde 1933 zudem zum SS-Sturmbannführer ernannt und war vom 1. April 1933 bis zum 31. Januar 1934 Führer der 58. SS-Standarte in Köln. Im Sommer 1933 hatte Marx sein Büro im „Braunen Haus“ in der Kölner Mozartstraße, dem Sitz diverser Parteidienststellen. Im selben Gebäude unterhielt seine SS-Standarte eine Haft- und Folterstätte, die Marx regelmäßig inspizierte.